# 淋巴细胞
淋巴细胞（英語：lymphocyte），也称淋巴球，为白细胞中体积最小的一种，直径6—8微米；在人体约占白细胞的20—30%，圆形细胞核，细胞质很少。
某些疾病可以影响淋巴细胞数目的增减，如患肺结核时，有显著增加。
淋巴细胞是一类具有免疫识别功能的细胞系。按其发生迁移、表面分子和功能的不同，可分为T细胞、B细胞和自然殺手細胞（NK细胞）。淋巴细胞的膜表面分子（如分化簇或免疫球蛋白）可用于鉴定和区分其亚群和亚类，是研究淋巴细胞的重要工具。

## 相關參見
- T细胞
- B细胞
- 淋巴瘤
- 淋巴细胞减少症
- 自然杀伤细胞

## 外部連結
- Histology image: 01701ooa – 波士顿大学的组织学学习系统
- Cell Centered Database – Cytotoxic T Lymphocyte （页面存档备份，存于）
- "Overcoming the Rejection Factor: MUSC's First Organ Transplant" （页面存档备份，存于） A Waring Historical Library online exhibit